# Proformica splendida
Proformica splendida är en myrart som beskrevs av Gennady M. Dlussky 1965. Proformica splendida ingår i släktet Proformica och familjen myror. Inga underarter finns listade i Catalogue of Life.